# Городская усадьба Н. Е. Струйского
Городска́я уса́дьба Н. Е. Стру́йского — усадебное здание, расположенное в Москве, на углу Денисовского и Токмакова переулков. Объект культурного наследия федерального значения; сохранившиеся вокруг дома лиственницы являются дендрологическим памятником города Москвы.

## История
В XVIII веке здание принадлежало издателю и поэту Николаю Еремеевичу Струйскому.
В 1771 году обладателем усадьбы стал секунд-майор и надворный советник Пётр Борисович Белавин. При нём сооружение претерпело значительные изменения: появился новый каменный дом, конюшня, хозяйственный корпус. Такой облик усадьбы, в основном, сохранился до наших дней. Исчезли лишь сад с прудом и протекавшая в дальнем углу сада небольшая речка Чечора.
После Отечественной войны 1812 года практически полностью уничтоженная пожаром усадьба была восстановлена. Её реконструкция и расширение проходили до 1837 года. Существующая каменная ограда была выстроена в конце XIX века.
Следующим хозяином поместья был купец 1-й гильдии и потомственный почётный гражданин Дмитрий Иванович Четвериков, сын которого — Михаил Дмитриевич, разделил усадьбу на две половины, при этом оставив себе южную часть с садом, а северную продав предпринимателю Николаю Александровичу Варенцову. Таким образом усадьба просуществовала до Октябрьской революции, после которой в здании располагались коммунальные квартиры и различные конторы.
| Вид c Денисовского пер., 2005 год | Вид c Денисовского пер., 2008 |

С 1995 года в усадьбе находится Общество купцов и промышленников России.
В 2001 году усадьба была реконструирована с заменой некоторых частей бетонными копиями.
Ныне здесь располагается Арт-пространство «Усадьба Струйских», куда входят: «Музей Русского Искусства» и художественная галерея «Лорие». В парадной гостиной проводятся музыкальные вечера, регулярно идут спектакли Московского драматического театра имени Сергея Есенина.